# Сен-Пон (Альпы Верхнего Прованса)
Сен-Пон (фр. Saint-Pons, окс. Sant Ponç) — коммуна во Франции, находится в регионе Прованс — Альпы — Лазурный Берег. Департамент коммуны — Альпы Верхнего Прованса. Входит в состав кантона Барселоннет. Округ коммуны — Барселоннет.
Код INSEE коммуны — 04195.

## Население
Население коммуны на 2008 год составляло 720 человек.
| 1962 | 1968 | 1975 | 1982 | 1990 | 1999 | 2008 |
| ---- | ---- | ---- | ---- | ---- | ---- | ---- |
| 193  | 178  | 350  | 401  | 507  | 641  | 720  |

## Экономика
В 2007 году среди 470 человек в трудоспособном возрасте (15—64 лет) 364 были экономически активными, 106 — неактивными (показатель активности — 77,4 %, в 1999 году было 74,0 %). Из 364 активных работали 348 человек (188 мужчин и 160 женщин), безработных было 16 (9 мужчин и 7 женщин). Среди 106 неактивных 33 человека были учениками или студентами, 46 — пенсионерами, 27 были неактивными по другим причинам.

## Достопримечательности
- Руины замка.
- Церковь Сен-Пон бывшего монастыря монахов-бенедиктинцев XII века, исторический памятник с 31 октября 1912 года.
- Церковь Рождества Богородицы (1750 год).

## Фотогалерея

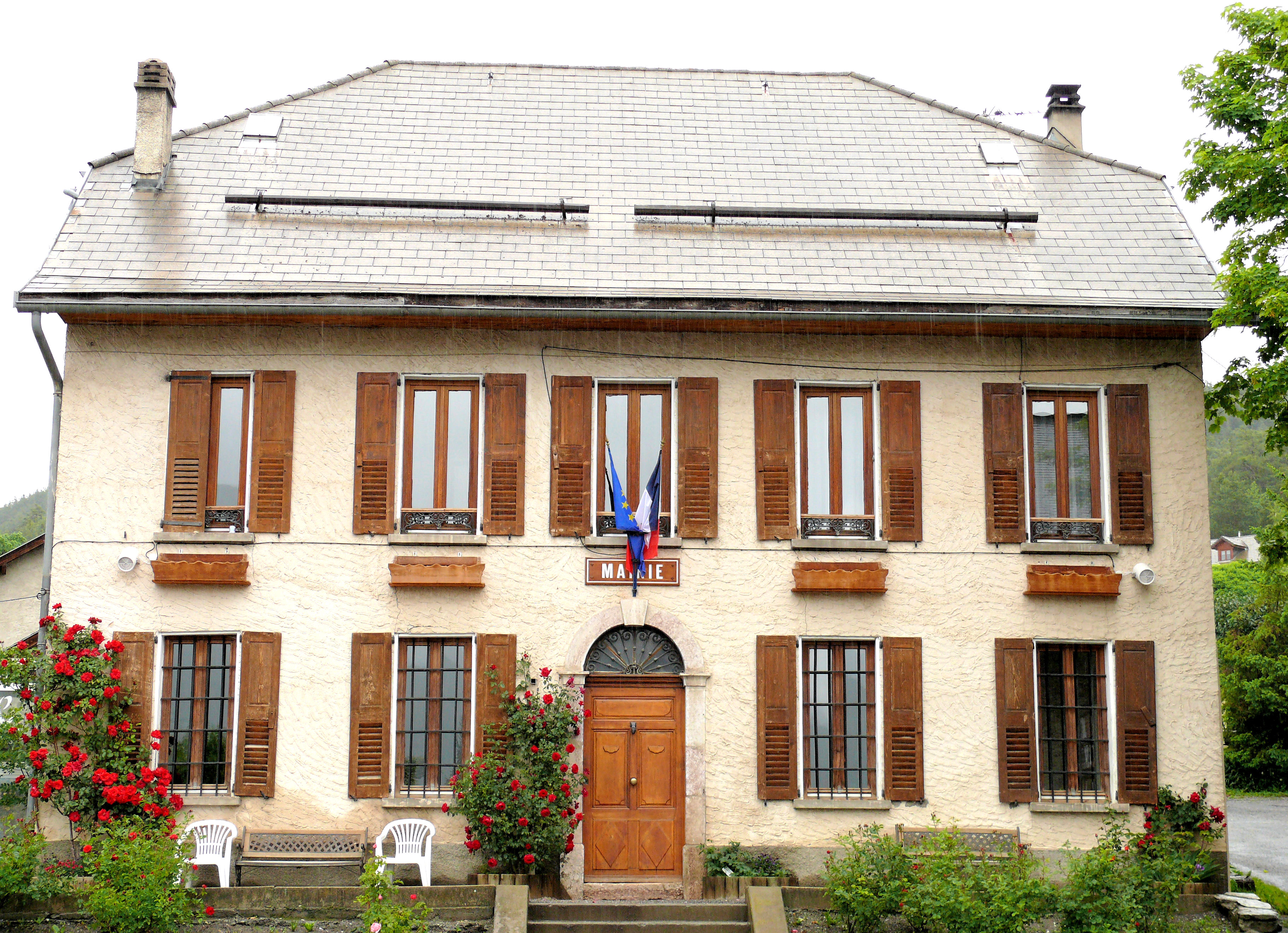
Мэрия
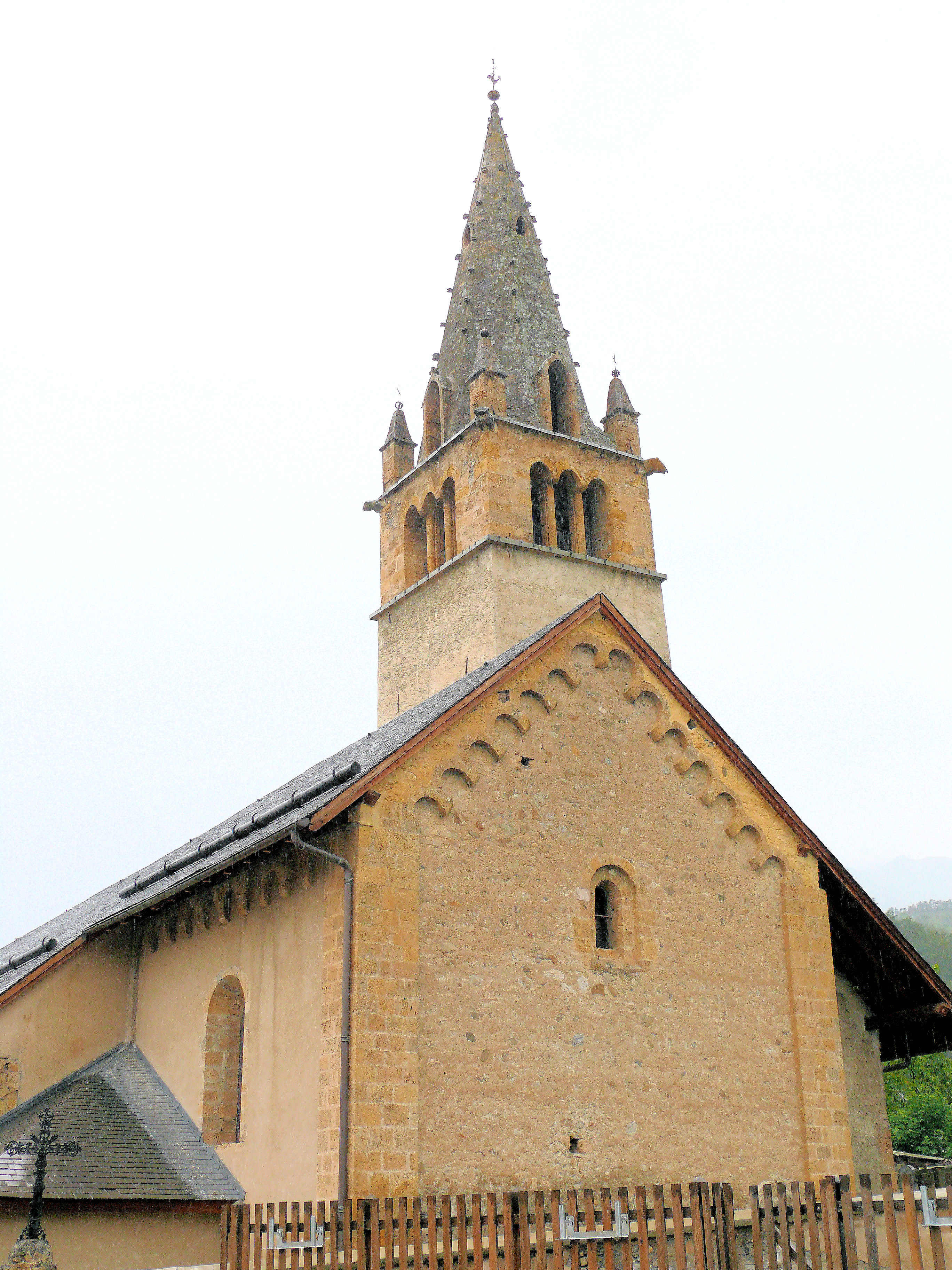
Церковь Сен-Пон